# 22497 Immanuelfuchs
22497 Immanuelfuchs è un asteroide della fascia principale. Scoperto nel 1997, presenta un'orbita caratterizzata da un semiasse maggiore pari a 2,8875117 UA e da un'eccentricità di 0,0850018, inclinata di 3,32737° rispetto all'eclittica.